# Michael Nast

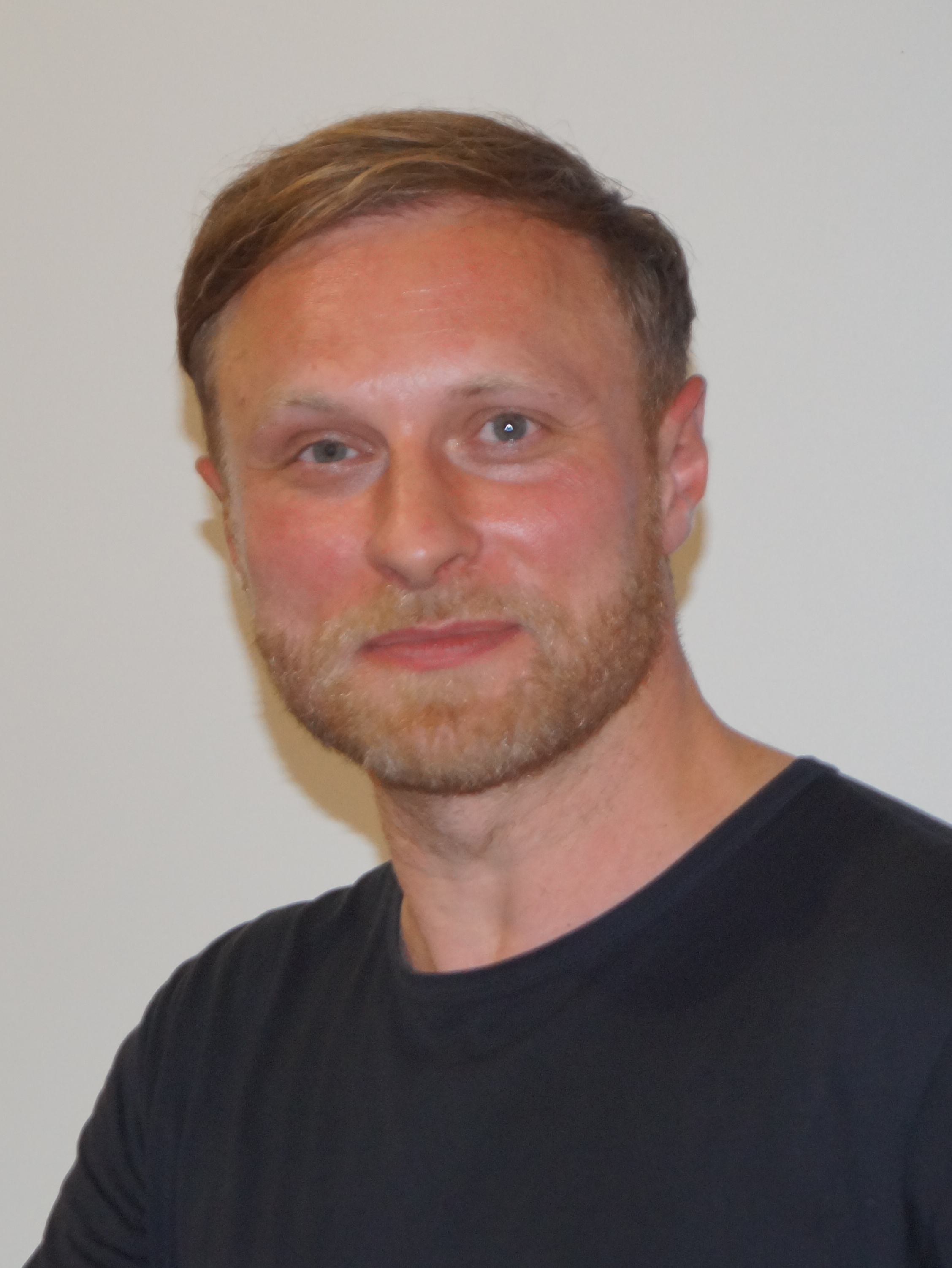
Michael Nast, 2019

Michael Nast  (* 26. Februar 1975 in Berlin-Köpenick) ist ein deutscher Schriftsteller und Kolumnist.

## Leben
Nach der Schule und dem Zivildienst gründete Michael Nast zwei Plattenlabel, bevor er eine Ausbildung zum Buchhändler begann, die er aber nach sechs Monaten abbrach. Anschließend arbeitete er für verschiedene Werbeagenturen, zuletzt als Art Director.
Im Jahr 2007 begann er auf Myspace, seinen Großstadtkolumnen-Blog zu schreiben, in dem er sich auf humorvolle Weise mit den Schwierigkeiten des Alltags, Beziehungen und dem Leben in der Großstadt auseinandersetzte. Im weiteren Verlauf schrieb er für das Magazin der Berliner Zeitung und die Zeitschrift Freundin.
Sein 2014 erschienenes Buch Ist das Liebe oder kann das weg? hielt sich sechs Wochen und das 2016 folgende Werk Generation Beziehungsunfähig über 46 Wochen lang in der Spiegel-Bestsellerliste, davon elf Wochen auf Platz eins.
Michael Nast veröffentlicht regelmäßig Kolumnen auf freundin.de und imgegenteil.de. Seine Kolumne „Generation Beziehungsunfähig“ war einer der erfolgreichsten deutschen Online-Texte des Jahres 2015 und wurde in der ersten Woche von über einer Million Menschen gelesen. Der Blogtitel wurde zum Titel seines Buches, das elf Wochen lang die Spiegel-Bestsellerliste anführte und in 9 Sprachen übersetzt ist (u. a. Spanisch und Koreanisch). Er löste mit seinem Buch eine landesweite Kontroverse über die vermeintliche Liebesunfähigkeit der Generation Y aus. Eine begleitende Lesetour mit zusammen mehr als 40.000 Besuchern führte ihn durch 60 Städte.
Die Filmrechte sicherte sich Matthias Schweighöfers Produktionsfirma Pantaleon Films. Mit Generation Beziehungsunfähig erschien 2021 die gleichnamige Verfilmung.

## Persönliches
Er lebt in Berlin-Friedrichshain. Sein Bruder ist Jan Nast, der Intendant der Wiener Symphoniker.

## Werke
- Der bessere Berliner: Großstadtgeschichten. Rowohlt, 2009, ISBN 978-3-499-62450-6.
- Ist das Liebe oder kann das weg? Ullstein, 2014, ISBN 978-3-548-37532-8.
- Generation Beziehungsunfähig. edel books, 2016, ISBN 978-3-8419-0406-5.
- #EGOLAND. edel books, 2018, ISBN 978-3-8419-0596-3.
- Vom Sinn unseres Lebens und andere Missverständnisse zwischen Ost und West. edel books, 2019, ISBN 978-3-8419-0684-7.
- Generation Beziehungsunfähig. Die Lösungen. edel books, 2021, ISBN 978-3-8419-0739-4.
- Weil da irgendetwas fehlt: Von der Liebe, dem Leben und anderen Missverständnissen. Piper, 2024, ISBN 978-3-4920-6530-6.